# Burda (vêtement)
Pour les articles homonymes, voir Burda.
La burda (manteau en arabe) est un sur-vêtement d'origine arabe.

## Historique
Une burda est une pièce de tissu, portée par les Arabes, sur leurs vêtements depuis la fin de la période préislamique pour se protéger de la rigueur du froid nocturne mais aussi de la chaleur diurne, en faisant fonction d'isolant par rapport aux températures extérieures diurnes et à maintenir la température corporelle à un niveau légèrement supérieur à 36.5-37 degrés.
La burda la plus célèbre est celle du prophète Mahomet dans laquelle il s'enveloppa le soir même où il reçut de l'archange Gabriel la première Révélation (les premiers 5 versets de la sourate 96 « le caillot de sang »).
Alors qu'il revenait bouleversé à la maison, on le fit en effet s'envelopper dans celle-ci, en criant « Zammilūnī ! Zammilūnī » (Couvrez-moi ! Couvrez-moi !), comme si on espérait chasser ainsi de son esprit le souvenir visuel de cette apparition qui continuait à le troubler.
C'est à elle portée par le même être surnaturel que Dieu se réfère dans le troisième et dans le quatrième passage des révélations en l'indiquant comme «l'envers du manteau » (sourate LXXIII) : « Ô toi qui t'enveloppe dans le manteau » ou Ô enveloppé dans le Manteau » (sourate LXXIV), en l'exhortant à accepter son ingrat rôle d'apôtre et messager.
Le manteau du prophète est mentionné comme symbole de pouvoir dans l'épisode qui voit Mahomet pardonner au poète païen Ka'b b. Zuhayr, qui l'avait raillé. Ayant eu connaissance de la colère de Mahomet, ce dernier se présenta à lui repentant, et demanda à se convertir à l'islam. Le geste par lequel Mahomet le revêtit de sa burda démontra, de façon visible, le pardon accordé et la sécurité promise à celui qui en était revêtu par les mains même du prophète.
La burda, conservée avec vénération après la mort de Mahomet, fut transmise aux califes qui la conservèrent non seulement comme une relique sainte mais aussi comme le symbole du pouvoir souverain des vicaires de l'émissaire de Dieu (rasūl Allāh), plus encore que sa lance ou son étendard.
Le dernier calife abbaside échappant aux massacres des mongols tint à l'emporter au moment de la chute de Bagdad en 1258, et de ce fait elle fut conservée au Caire par les mamelouks qui lui offrirent l'hospitalité ainsi qu'à ses descendants, confirmant par là aussi la très grande portée charismatique de cette burda.
Du Caire, elle fut reprise par le sultan ottoman Selim I Yavuz lors de sa victoire en 1517 et emmenée à Istanbul où elle se trouve toujours conservée au musée Topkapi.
Un poème célèbre dans le monde islamique est Burda de al-Būsīrī' (dont le titre authentique est al-Kawākib al-durriyya fī madh khayr al-barriyya, ou encore Les étoiles brillantes, louange de la meilleure des créatures, c'est-à-dire le prophète) dont la tradition raconte qu'il a été composé à la suite de la guérison miraculeuse du poète par Mahomet, par l'imposition de la burda sur le corps à demi paralysé de al-Būsīrī. La récitation de ce texte (en français Le poème du manteau) a acquis de façon diffuse dans le sentiment populaire islamique une grande valeur.
Le poème a été traduit en français par René Basset, qui fut professeur de lettres à l’Université d’Alger, date de 1894 et s'intitule "La Bordah de Cheikh El Bousiri", publié aux éditions E. Leroux à Paris.

## Sources
- (it) Cet article est partiellement ou en totalité issu de l’article de Wikipédia en italien intitulé « Burda » (voir la liste des auteurs).